# سقنقور ماری آبی
سقنقور ماری آبی یا اسکینک ماری ایرانی (نام علمی: Ophiomorus persicus)،گونه‌ای سقنقور بوم‌زاد ایران است. 
همچنین نمونه‌ای که در سال ۱۹۹۹ جمع‌آوری شده، در خاک رس ماسه‌ای نزدیک بوته‌های درمنه یافت شده‌است.

## زیستگاه
این مار در نواحی نیمه بیابانی، زمین‌های سنگلاخی یا ریگزار و در دامنهٔ کوه‌هایی که پوشش گیاهی اندکی دارند زندگی می‌کند.

## رفتار
این مار در روز فعالیت می‌کند. غذایش حشرات و عنکبوت است. احتمالاً در اسفند یا فروردین ماه جفت‌گیری می‌کند.

## پراکندگی
این مار بوم‌زاد ایران است.